# Gisela Gaytan
Bertha Gisela Gaytán Gutiérrez (Celaya, 6 de abril de 1986-San Miguel Octopan, 1 de abril de 2024) fue una política mexicana y candidata a la alcaldía de Celaya, en el estado de Guanajuato por el partido Morena, antes de su asesinato.

## Biografía

### Primeros años y educación
Bertha Gisela Gaytán Gutiérrez nació en la ciudad de Celaya, Guanajuato el 6 de abril de 1986. Se destacó desde temprana edad por su espíritu de servicio, arraigado en una familia tradicional. Se graduó como abogada en la Facultad de Derecho por la Universidad La Salle Benavente con maestría en Justicia Administrativa.

## Carrera política
Inició su carrera en la política como subdirectora en el área de recepción y seguimiento de quejas en la Contraloría de Celaya. De 2015 a 2019 se desempeñó como directora de Gaytán Gutiérrez y Asociados, una empresa del sector privado de la cual no existe información pública.
En 2018, como militante del Partido Revolucionario Institucional (PRI), fue candidata a diputada local del Distrito XVI de Guanajuato. Al año siguiente ingresó como encargada de quejas, denuncias y sugerencias a la Secretaría del Bienestar y en 2022, ya en las filas de Morena, se convirtió en consejera estatal del partido en Celaya.
El 29 de febrero de 2024, la Comisión Nacional de Elecciones de Morena aprobó su registro como candidata a la alcaldía de Celaya, superando a dos precandidatos del partido.

## Asesinato
Fue asesinada a tiros el 1 de abril en su primer mitin de campaña para la alcaldía de Celaya.
El ataque contra el candidato ocurrió a plena luz del día, poco antes de las 18:00 horas, cuando Gisela Gaytán fue rodeada por simpatizantes en las calles de San Miguel Octopan. En las redes sociales se difundieron imágenes del momento en el que militantes gritaban “Morena, Morena”, pero fueron interrumpidas por varios disparos.

### Reacciones
La primera en pronunciarse al respecto fue la morenista Alcaraz Hernández, quien anunció que no daría más declaraciones por respeto a la familia.
“Estoy conmocionado, enojado, triste y de luto. Les anuncio que hoy vamos a suspender nuestra campaña y en las próximas horas daremos una postura oficial. Mi más sentido pésame y pronta resignación a sus familiares y amigos. Que descanse en paz"
Posteriormente, la panista Libia Dennise condenó “el astuto” crimen, por lo que no dudó en enviar sus condolencias a familiares, amigos y compañeros. 
Tras el asesinato del candidato, el presidente mexicano Andrés Manuel López Obrador lamentó el asesinato y envió sus condolencias a familiares y amigos.